# Brinnande balen

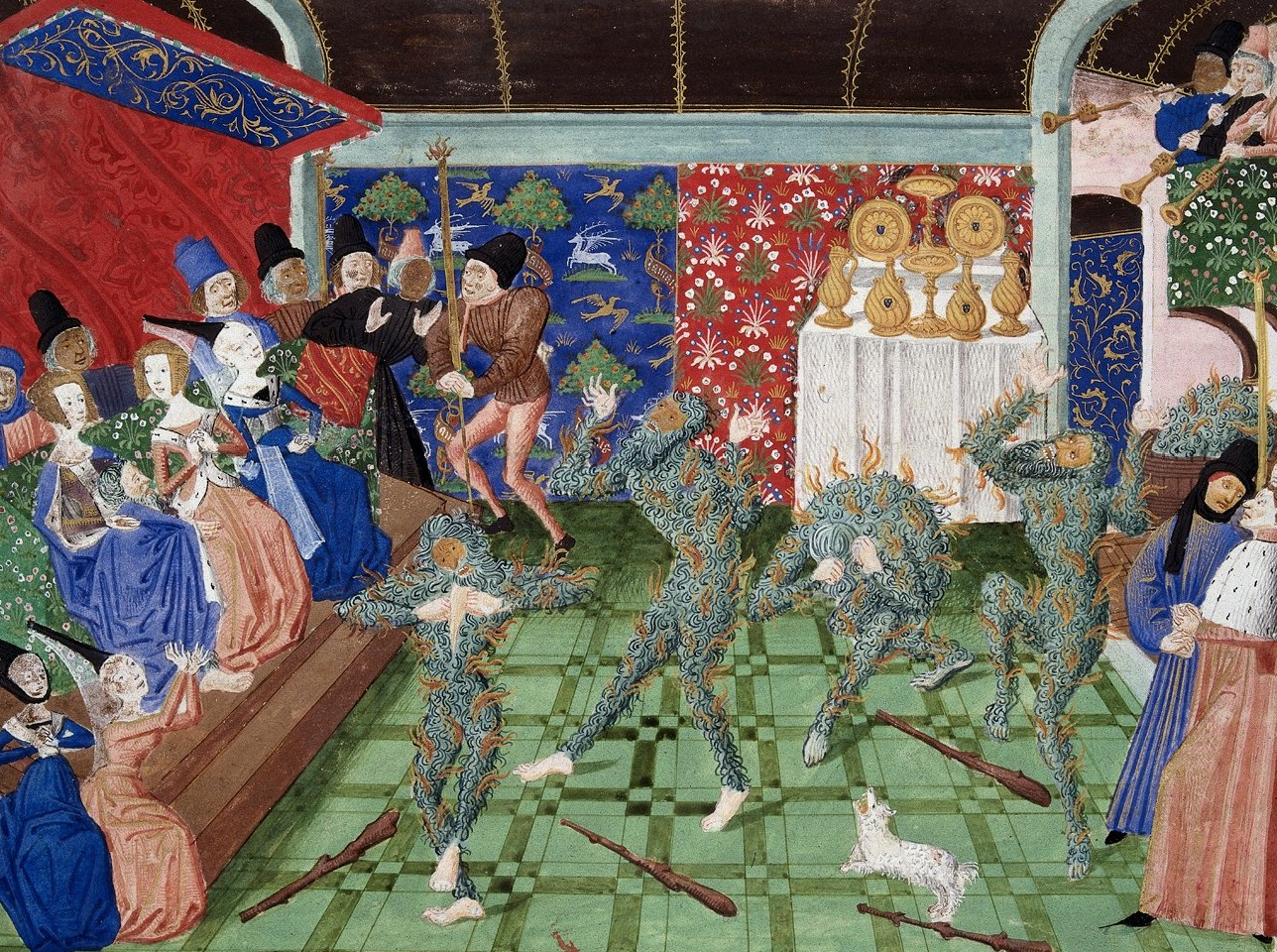
Le Bal des Ardents

Brinnande balen (franska: Bal des Ardents eller Bal des Sauvages) var en maskeradbal som hölls på det kungliga slottet Hôtel Saint-Pol i den 28 januari 1393 i Paris. 
Där framförde Karl VI av Frankrike en dans tillsammans med fem medlemmar av den franska adeln. Balen var en av ett antal evenemang som anordnades för att muntra upp den unge regenten, som sommaren innan hade blivit sinnessjuk under dramatiska former. Kungen kom att kallas ”den galne” på grund av att han periodvis slet sönder sina kläder, krossade möblemanget och inbillade sig att han var gjord av glas, och därför inte vågade röra sig av rädsla för att gå itu.
Fyra av dansarna dog i en brand som orsakades av en fackla, som en av åskådarna hade med sig. Den åskådare som bar facklan var Karl VI:s bror, Ludvig av Orléans. Karl VI och en av de andra dansarna överlevde branden. 
Händelsen underminerade Karl VI:s ställning som regent.